# Persone di nome Rodrigo
| Questa pagina contiene informazioni ricavate automaticamente dalle voci biografiche con l'ausilio del template Bio e di un bot. L'aggiornamento è periodico e automatico e ricostruisce completamente la pagina. Se manca una persona in questa lista, sei pregato di non aggiungerla, ma accertati piuttosto che la sua voce biografica contenga il template Bio e che i dati anagrafici siano correttamente compilati. Se il template Bio manca, inseriscilo tu stesso o, in alternativa, metti l'avviso {{tmp\|Bio}} che ne segnala la mancanza. Se i dati riportati sono sbagliati, correggi direttamente la voce biografica; le modifiche saranno visibili in questa lista entro pochi giorni. Per chiarimenti vedi il progetto antroponimi. La lista contiene solo le 300 persone che sono citate nell'enciclopedia e per le quali è stato implementato correttamente il template Bio. Pagina aggiornata al 23 mar 2025. |

Questa è una lista di persone presenti nell'enciclopedia che hanno il nome Rodrigo, suddivise per attività principale.

## Allenatori di calcio(4)
- Rodrigo Chagas, allenatore di calcio e ex calciatore brasiliano (Rio de Janeiro, n. 1973)
- Rodrigo Íñigo, allenatore di calcio e ex calciatore messicano (Città del Messico, n. 1985)
- Rodrigo Kenton, allenatore di calcio e ex calciatore costaricano (Limón, n. 1955)
- Rodrigo Meléndez, allenatore di calcio e ex calciatore cileno (Santiago del Cile, n. 1977)

## Allenatori di calcio a 5(1)
- Rodrigo Bertoni, allenatore di calcio a 5 e ex giocatore di calcio a 5 brasiliano (Belo Horizonte, n. 1978)

## Arbitri di calcio(1)
- Rodrigo Badilla, ex arbitro di calcio costaricano (San José, n. 1957)

## Architetti(1)
- Rodrigo Gil de Hontañón, architetto spagnolo (Rascafría, n. 1500 - Segovia, † 1577)

## Arcivescovi cattolici(1)
- Rodrigo da Cunha, arcivescovo cattolico, politico e storico portoghese (Lisbona, n. 1577 - Lisbona, † 1643)

## Attori(6)
- Rodrigo Guirao Díaz, attore argentino (Vicente López, n. 1980)
- Rodrigo Lombardi, attore e doppiatore brasiliano (San Paolo, n. 1976)
- Rodrigo Murray, attore e conduttore televisivo messicano (Città del Messico, n. 1969)
- Rodrigo Pedreira, attore argentino (Buenos Aires, n. 1979)
- Rodrigo Santoro, attore e doppiatore brasiliano (Petrópolis, n. 1975)
- Rodrigo de la Serna, attore argentino (Buenos Aires, n. 1976)

## Avvocati(2)
- Rodrigo Lara Bonilla, avvocato e politico colombiano (Neiva, n. 1946 - Bogotà, † 1984)
- Rodrigo Rosenberg Marzano, avvocato guatemalteco (Città del Guatemala, n. 1960 - Città del Guatemala, † 2009)

## Canoisti(1)
- Rodrigo Germade, canoista spagnolo (Cangas, n. 1990)

## Canottieri(1)
- Rodrigo Conde, canottiere spagnolo (Moaña, n. 1997)

## Cantanti(1)
- Rd da ilha, cantante brasiliano (Santa Inês, n. 1998)

## Cantautori(1)
- Rodrigo Bueno, cantautore argentino (Córdoba, n. 1973 - Berazategui, † 2000)

## Cardinali(2)
- Rodrigo Luis de Borja y de Castro-Pinós, cardinale spagnolo (Gandia, n. 1524 - Gandia, † 1537)
- Rodrigo de Castro Osorio, cardinale e arcivescovo cattolico spagnolo (Valladolid, n. 1523 - Siviglia, † 1600)

## Cavalieri(1)
- Rodrigo Pessoa, cavaliere brasiliano (Parigi, n. 1972)

## Cestisti(6)
- Rodrigo de la Fuente, ex cestista e dirigente sportivo spagnolo (Madrid, n. 1976)
- Rodrigo Martínez, ex cestista e allenatore di pallacanestro argentino (Rosario, n. 1974)
- Rodrigo Pastore, ex cestista e allenatore di pallacanestro argentino (Buenos Aires, n. 1972)
- Rodrigo Riera, ex cestista uruguaiano (Rivera, n. 1972)
- Rodrigo San Miguel, ex cestista spagnolo (Saragozza, n. 1985)
- Adrián Zamora, ex cestista statunitense (Watsonville, n. 1986)

## Chitarristi(1)
- Rodrigo Amarante, chitarrista, cantante e polistrumentista brasiliano (Rio de Janeiro, n. 1976)

## Ciclisti su strada(1)
- Rodrigo Contreras, ciclista su strada colombiano (Villapinzón, n. 1994)

## Condottieri(1)
- El Cid, condottiero e cavaliere medievale spagnolo (Vivar del Cid - Valencia, † 1099)

## Direttori della fotografia(1)
- Rodrigo Prieto, direttore della fotografia messicano (Città del Messico, n. 1965)

## Esploratori(3)
- Rodrigo de Bastidas, esploratore e condottiero spagnolo (Siviglia, n. 1460 - Santiago di Cuba, † 1527)
- Rodrigo de Jerez, esploratore spagnolo
- Rodrigo de Vivero y Velasco, esploratore messicano (n. 1564 - † 1636)

## Filosofi(1)
- Rodrigo de Arriaga, filosofo, gesuita e teologo spagnolo (Logroño, n. 1592 - Praga, † 1667)

## Fotografi(1)
- Rodrigo Rojas de Negri, fotografo cileno (Valparaíso, n. 1967 - Santiago del Cile, † 1986)

## Generali(2)
- Rodrigo Orgóñez, generale e esploratore spagnolo (Oropesa, n. 1490 - Cusco, † 1538)
- Rodrigo de Quiroga, generale spagnolo (San Juan de Boime - Santiago del Cile, † 1580)

## Giocatori di beach soccer(1)
- Rodrigo Costa, giocatore di beach soccer brasiliano (Rio de Janeiro, n. 1993)

## Giocatori di calcio a 5(4)
- Rodrigo Campagnaro, giocatore di calcio a 5 brasiliano (Pato Branco, n. 1983)
- Rodrigo Hardy Araújo, giocatore di calcio a 5 brasiliano (Campinas, n. 1984)
- Tatú, ex giocatore di calcio a 5 brasiliano (San Paolo, n. 1977)
- Rodrigo Teixeira, ex giocatore di calcio a 5 brasiliano (Canoas, n. 1979)

## Giocatori di football americano(4)
- Rodrigo Blankenship, giocatore di football americano statunitense (Marietta, n. 1997)
- Rodrigo Pons, ex giocatore di football americano e fotografo brasiliano (Rio de Janeiro)
- Rodrigo Pérez Ojeda, ex giocatore di football americano e allenatore di football americano messicano (Città del Messico, n. 1980)
- Rodrigo Dantas, ex giocatore di football americano brasiliano (n. 1992)

## Giornalisti(1)
- Jiggy Manicad, giornalista e politico filippino (Jose Panganiban, n. 1974)

## Hockeisti su ghiaccio(2)
- Rodrigo Laviņš, ex hockeista su ghiaccio lettone (Riga, n. 1974)
- Rodrigo Ābols, hockeista su ghiaccio lettone (Riga, n. 1996)

## Imprenditori(1)
- Rodrigo Moreira, imprenditore e modello ecuadoriano (Milagro, n. 1983)

## Ingegneri(1)
- Rodrigo Flores, ingegnere e scacchista cileno (Santiago del Cile, n. 1913 - Santiago del Cile, † 2007)

## Militari(3)
- Rodrigo Díaz de Vivar, militare spagnolo (Manzanares, n. 1468 - Valencia, † 1523)
- Rodrigo Ronquillo, militare e nobile spagnolo (Madrid, n. 1471 - Madrid, † 1552)
- Rodrigo de Sousa e Castro, militare portoghese (Celorico de Basto, n. 1944)

## Navigatori(1)
- Rodrigo de Triana, marinaio spagnolo (Lepe, n. 1469 - Molucche, † 1535)

## Nobili(4)
- Rodrigo Pacheco, nobile spagnolo (Ciudad Rodrigo, n. 1580 - Bruxelles, † 1640)
- Rodrigo Ponce de León, nobile spagnolo (n. 1602 - Marchena, † 1658)
- Rodrigo d'Aragona, nobile italiano (Roma, n. 1499 - Bari, † 1512)
- Rodrigo Manrique, nobile spagnolo (n. 1406 - Ocaña, † 1476)

## Organisti(1)
- Rodrigo Valencia, organista, clavicembalista e direttore di coro colombiano (Guadalajara de Buga, n. 1940 - Santiago de Cali, † 2009)

## Pallanuotisti(1)
- Rodrigo Basto Júnior, pallanuotista portoghese (Lisbona, n. 1919)

## Pallavolisti(5)
- Rodrigo Leão, pallavolista brasiliano (Rio de Janeiro, n. 1996)
- Rodrigo Pinto, pallavolista brasiliano (Vitória, n. 1980)
- Rodrigo Quiroga, pallavolista argentino (San Juan, n. 1987)
- Rodrigo Santana, pallavolista brasiliano (San Paolo, n. 1979)
- Rodrigo dos Santos, ex pallavolista brasiliano (Rio de Janeiro, n. 1981)

## Patrioti(1)
- Rodrigo Nolli, patriota e politico italiano (n. 1826 - † 1875)

## Pistard(1)
- Rodrigo Caixas, pistard e ciclista su strada portoghese (Seixal, n. 2000)

## Pittori(1)
- Rodrigo de Villandrando, pittore spagnolo (Madrid, n. 1580 - Madrid, † 1622)

## Poeti(3)
- Rodrigo Nuño Baeza, poeta italiano (Cagliari - Cagliari)
- Rodrigo Caro, poeta, storico e presbitero spagnolo (Utrera, n. 1573 - Siviglia, † 1647)
- Rodrigo Lira, poeta cileno (Santiago, n. 1949 - Santiago, † 1981)

## Politici(7)
- Rodrigo Borja Cevallos, politico ecuadoriano (Quito, n. 1935)
- Rodrigo Calderón, politico e nobile spagnolo (Anversa, n. 1576 - Madrid, † 1621)
- Rodrigo Carazo Odio, politico costaricano (Cartago, n. 1926 - San José, † 2009)
- Rodrigo Chaves Robles, politico e economista costaricano (San José, n. 1961)
- Rodrigo Duterte, politico filippino (Maasin, n. 1945)
- Rodrigo Martínez, politico e militare spagnolo († 1138)
- Rodrigo Vázquez de Arce, politico spagnolo (El Espinar - El Carpio, † 1599)

## Produttori cinematografici(1)
- Rodrigo Teixeira, produttore cinematografico brasiliano (Rio de Janeiro, n. 1976)

## Psichiatri(1)
- Rodrigo Ulysses de Carvalho, psichiatra brasiliano (João Pessoa, n. 1917 - Rio de Janeiro, † 1980)

## Pugili(1)
- Rodrigo Valdéz, pugile colombiano (Cartagena de Indias, n. 1946 - Cartagena de Indias, † 2017)

## Registi(4)
- Rodrigo Cortés, regista, sceneggiatore e produttore cinematografico spagnolo (Cenlle, n. 1973)
- Rodrigo García, regista, sceneggiatore e direttore della fotografia colombiano (Bogotà, n. 1959)
- Rodrigo Plá, regista, produttore cinematografico e scrittore uruguaiano (Montevideo, n. 1968)
- Rodrigo Sorogoyen, regista, sceneggiatore e produttore cinematografico spagnolo (Madrid, n. 1981)

## Religiosi(1)
- Rodrigo di Cerrato, religioso e storico spagnolo (Calzada de Calatrava, n. 1259 - † 1276)

## Rivoluzionari(1)
- Timoleón Jiménez, rivoluzionario colombiano (Calarcá, n. 1959)

## Rugbisti a 15(3)
- Rodrigo Bruno, rugbista a 15 argentino (Villa María, n. 1987)
- Rodrigo Capó Ortega, ex rugbista a 15 uruguaiano (Montevideo, n. 1980)
- Rodrigo Roncero, ex rugbista a 15 argentino (Buenos Aires, n. 1977)

## Scacchisti(1)
- Ruy López de Segura, scacchista e monaco cristiano spagnolo (Zafra, n. 1530 - Madrid, † 1580)

## Sciatori nautici(1)
- Rodrigo Miranda, sciatore nautico cileno (n. 1981)

## Scrittori(1)
- Rodrigo Fresán, scrittore e giornalista argentino (Buenos Aires, n. 1963)

## Scultori(1)
- Rodrigo Alemán, scultore e intagliatore spagnolo (Sigüenza, n. 1470 - Plasencia, † 1542)

## Showgirl e showman(1)
- Rodrigo Faro, showman, attore e cantante brasiliano (San Paolo, n. 1973)

## Trovatori(2)
- Rodrigo Díaz de los Cameros, trovatore spagnolo
- Rodrigo Eanes Redondo, trovatore portoghese

## Tuffatori(1)
- Rodrigo Diego López, tuffatore messicano (Guadalajara, n. 1996)

## Vescovi cattolici(4)
- Rodrigo Jiménez de Rada, vescovo cattolico spagnolo (Puente la Reina, n. 1170 - Lione, † 1247)
- Rodrigo Mejía Saldarriaga, vescovo cattolico colombiano (Medellín, n. 1938)
- Rodrigo Sánchez de Arévalo, vescovo cattolico spagnolo (Santa María de Nueva Segovia, n. 1404 - Roma, † 1470)
- Rodrigo Vadillo, vescovo cattolico spagnolo (Arévalo, n. 1506 - Cefalù, † 1577)

## Violinisti(1)
- Rodrigo D'Erasmo, violinista, compositore e arrangiatore brasiliano (San Paolo, n. 1976)

## Senza attività specificata(1)
- Rodrigo di Castiglia, conte († 873)